# Piscine de Mamilla

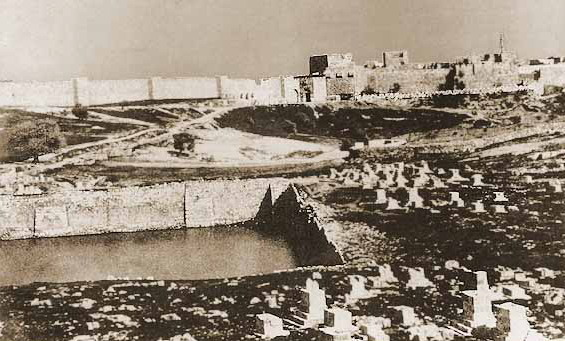
La piscine de Mamilla en 1854, entourée de tombes, et les murailles de la vieille ville en arrière-plan.

La piscine de Mamilla (birket Mamilla) est un ancien réservoir d'eau située dans le quartier de Mamilla à 700 m au nord-ouest de la Porte de Jaffa à Jérusalem en Israël.
Dans son ouvrage majeur, le professeur de l'université d'Oxford, médiéviste et spécialiste de l'histoire du judaïsme talmudique, Adolphe Neubauer, donne l'orthographe birket el Memilé, qui est le nom d'un « aqueduc » en 1868 à Jérusalem, et qu'il rapproche des locutions « Beth Mamel » ou « Memala » mentionnées dans le Talmud de Babylone composé aux premiers siècles après J.-C.

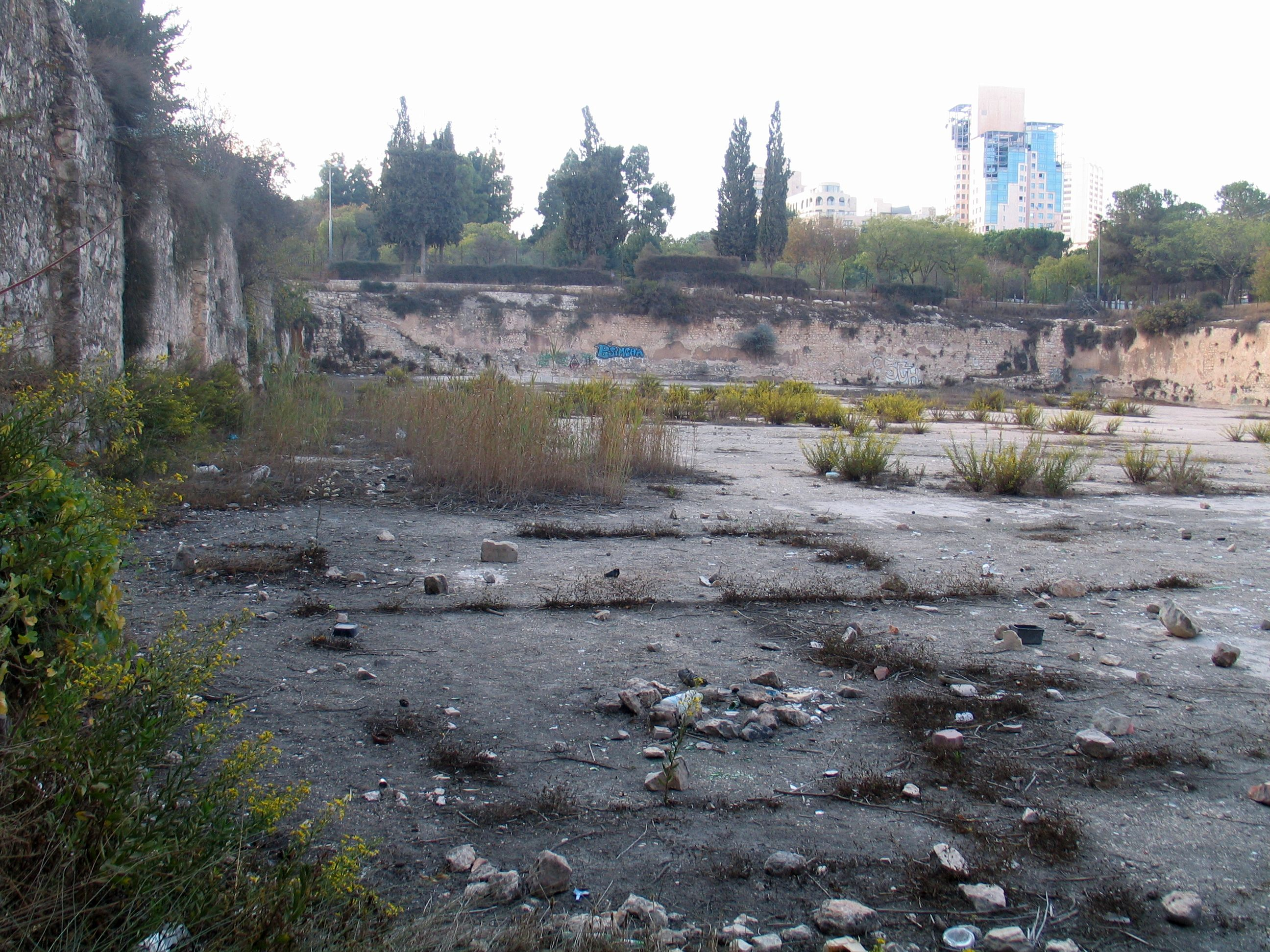
La piscine Mamilla en 2017

Le bassin de Mamilla a une longueur de 96 m et une largeur allant de 61 m à l'ouest à 66 m à l'est. Sa profondeur 5,8 m en moyenne. Située sur une pente à l'extrémité de la vallée du Hinnom, la piscine recueillait le ruissellement des eaux de pluie. Elle alimentait le Bassin d’Ézéchias (en) situé dans la Vieille Ville de Jérusalem près du saint-Sépulcre, et des fontaines de la ville.
La date de la construction de la piscine de Mamilla est relativement incertaine bien qu'on l'attribue souvent à Hérode qui a fait construire un aqueduc qui alimente entre autres ce bassin. La piscine aurait pu servir de réservoir d'eau pour les quartiers construits sur la colline à l'ouest de Jérusalem lorsque la ville s'étend au IIe siècle av. J.-C. Cependant, des fouilles archéologiques indiquent qu'elle aurait été construite pendant la période byzantine, au plus tôt au IVe siècle, et qu'ainsi, elle n'aurait pas existé pendant la période du Second Temple. 
Pendant la période byzantine, elle est mentionnée par Stratègios lorsqu'il décrit les secteurs habités par des Chrétiens lors de l'invasion de Jérusalem par les Perses Sassanides en 614.
À partir du VIIe siècle, la piscine de Mamilla s'entoure d'un cimetière musulman devenu vaste à travers les siècles, et fermé en 1927.
Du fait de son positionnement en hauteur sur la vallée par rapport à l'ancienne ville basse, elle était traditionnellement identifiée à la « piscine supérieure » mentionnée dans la Bible (2 Rois 18,17).  Certains ont proposé de l'identifier à la « piscine des Serpents » mentionnée par Flavius Josèphe dans la Guerre des Juifs (V.3.2),. Lors de travaux d'amélioration du réseau hydraulique dans les années 1860, les ingénieurs britanniques suivent l'appellation populaire et la nomment « bassin supérieur du Gihon » ou pour abréger « piscine supérieure » (Upper pool). 
Aujourd'hui, les archéologues identifient plutôt la « piscine supérieure » au Bassin de Siloé situé sur l'Ophel dans la Cité de David ou à un bassin dans le secteur de la Piscine de Bethesda (ou Betsaïda) au nord du Mont du Temple.

## Galerie

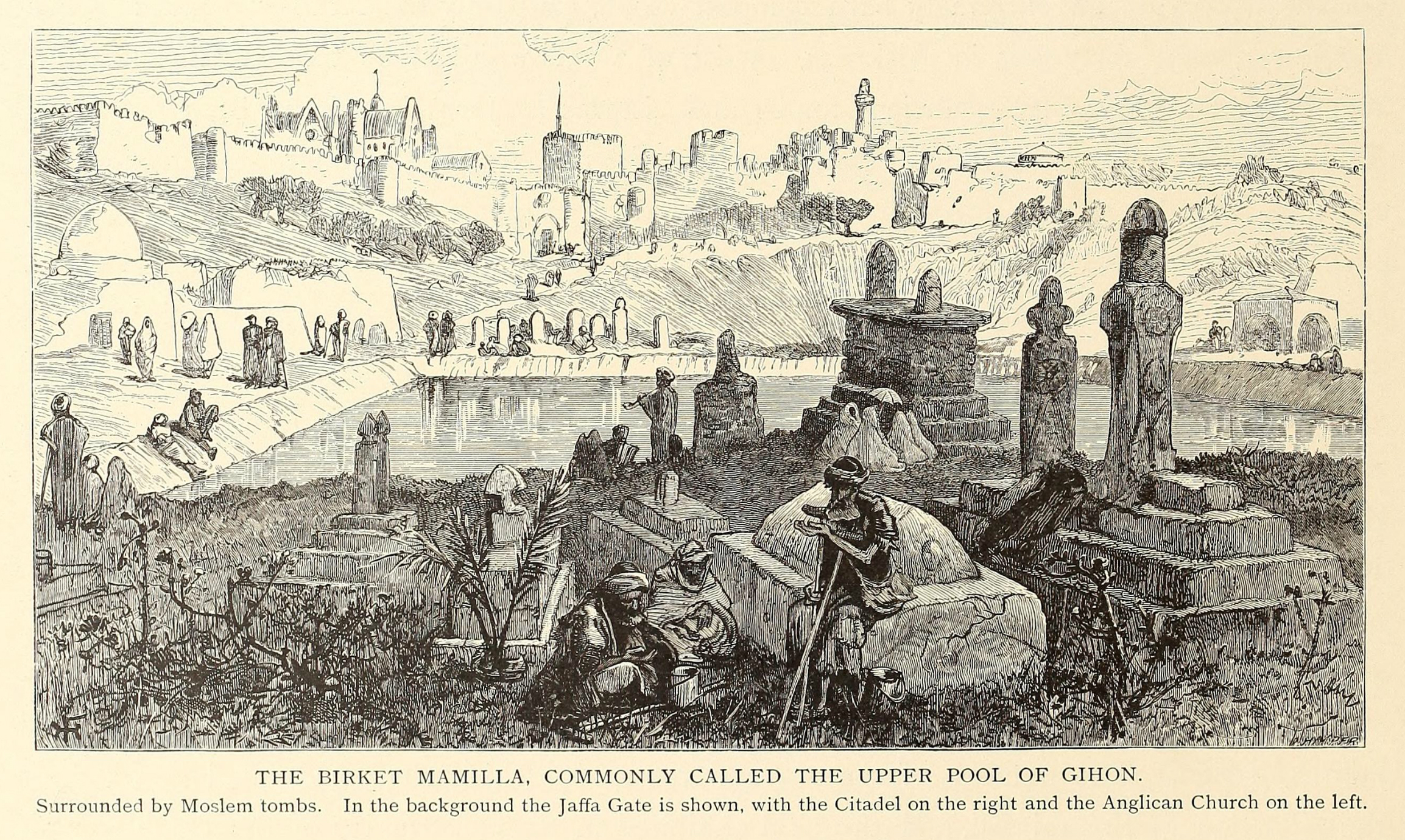
Légende : Birket Mamilla communément appelée la « piscine supérieure de Gihon », entourée de tombes, avec la porte de Jaffa en arrière-plan, v. 1877.
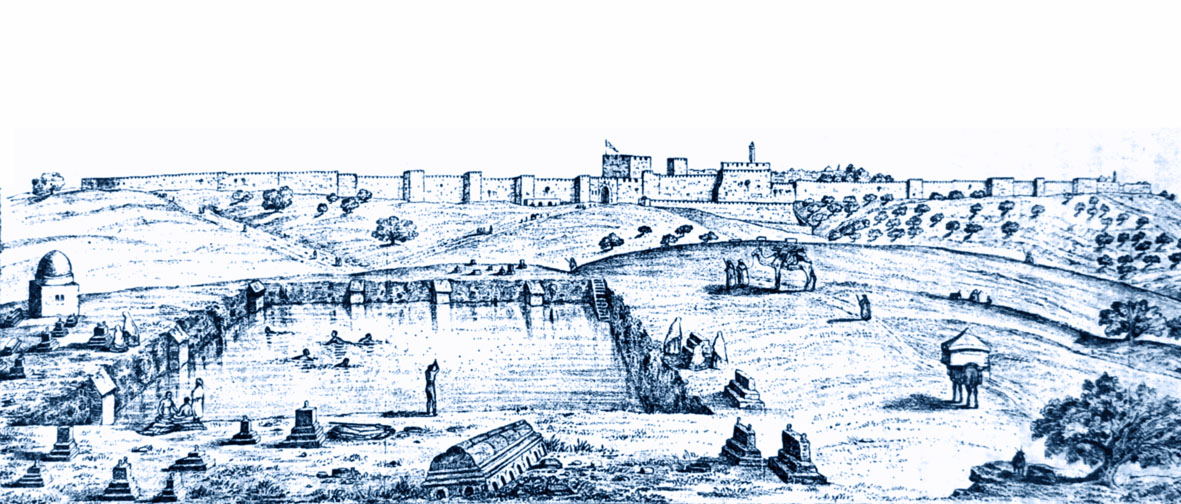
Dessin de la piscine et alentour en 1857
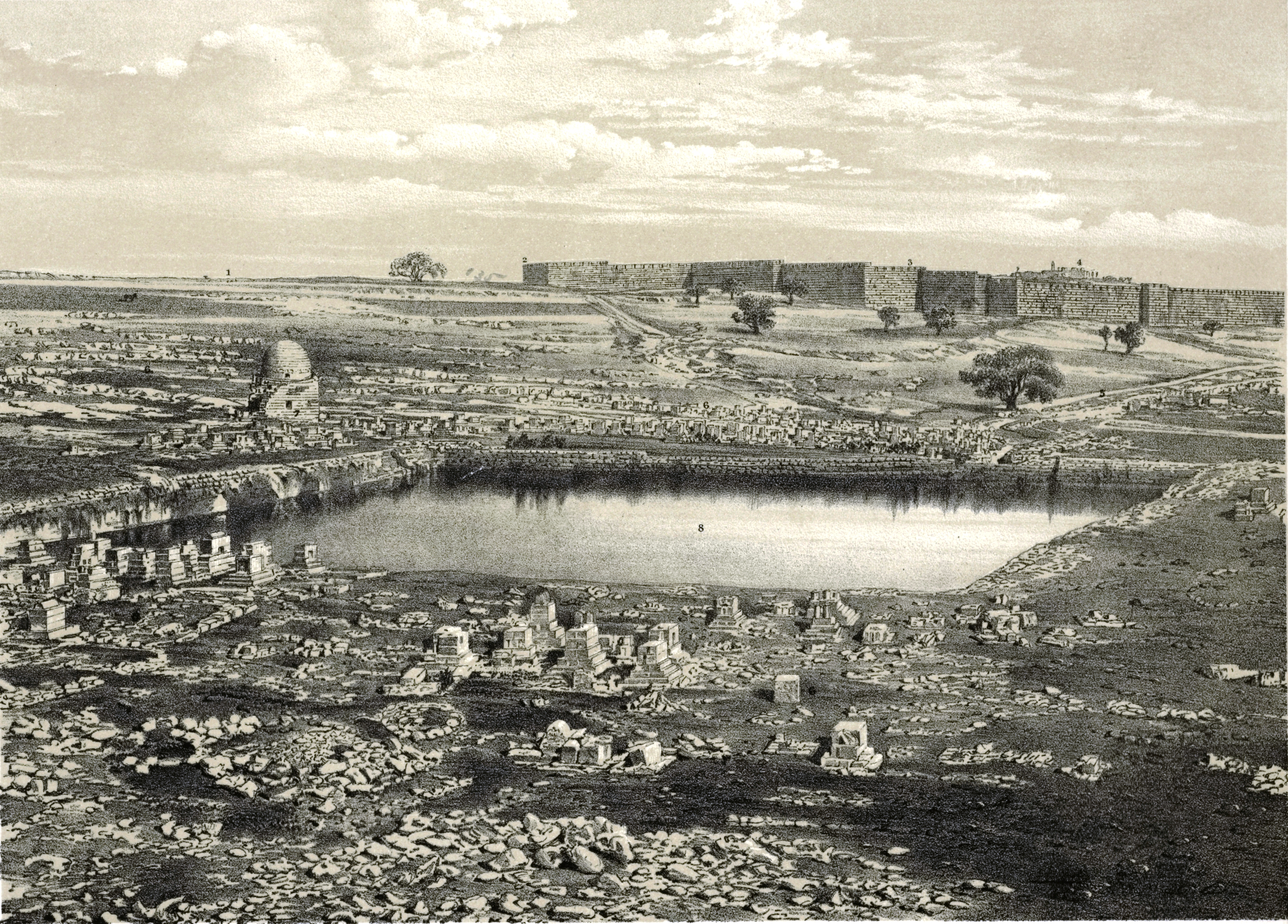
La piscine en 1864
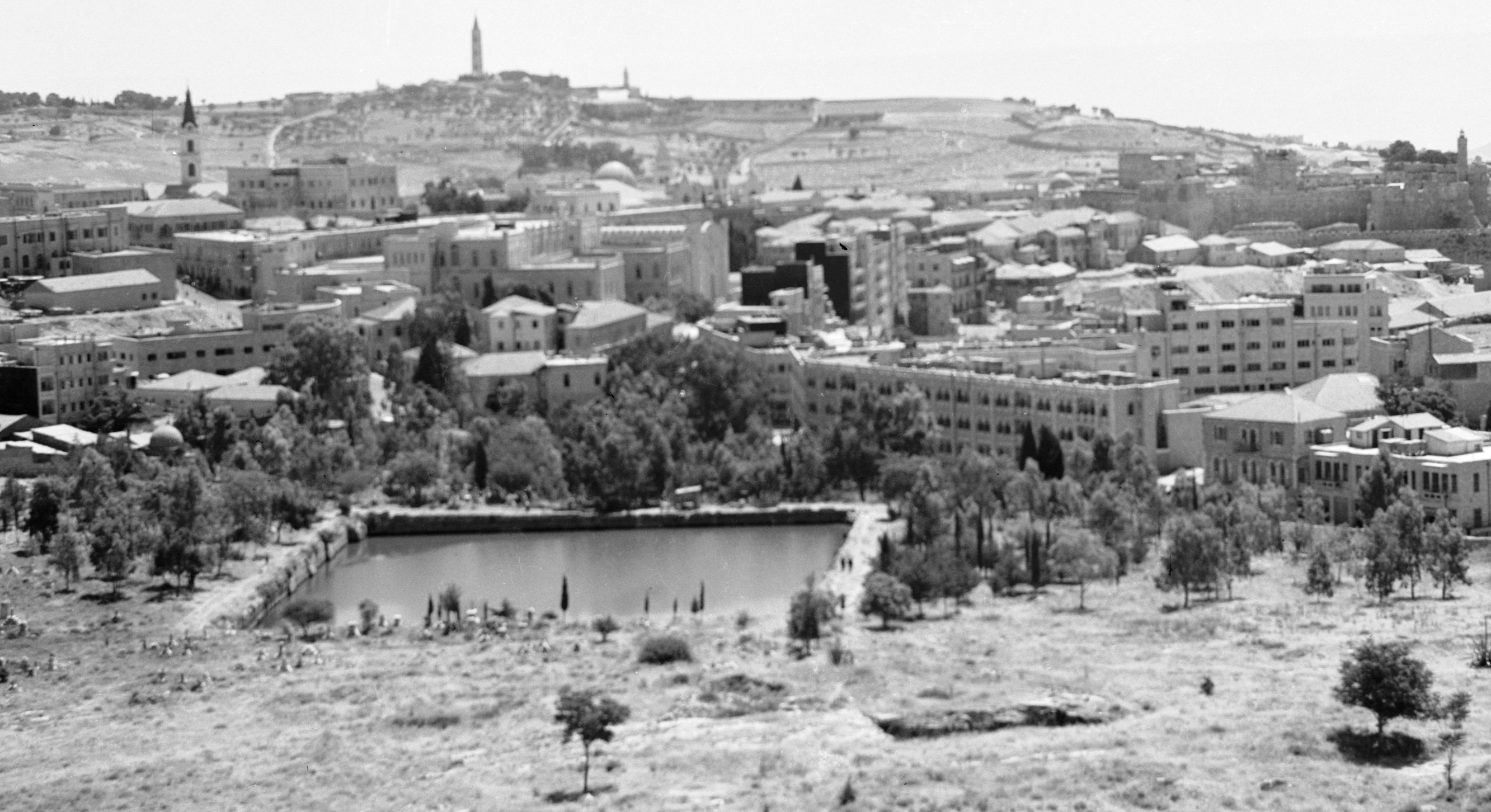
Piscine de Mamilla dite aussi « de Gihon », 1900-1920.
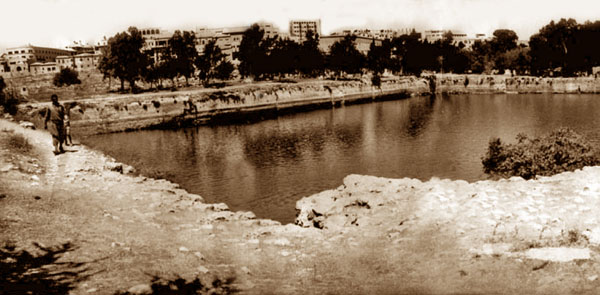
La piscine en 1940.
Photos prises entre 1898 et 1946.
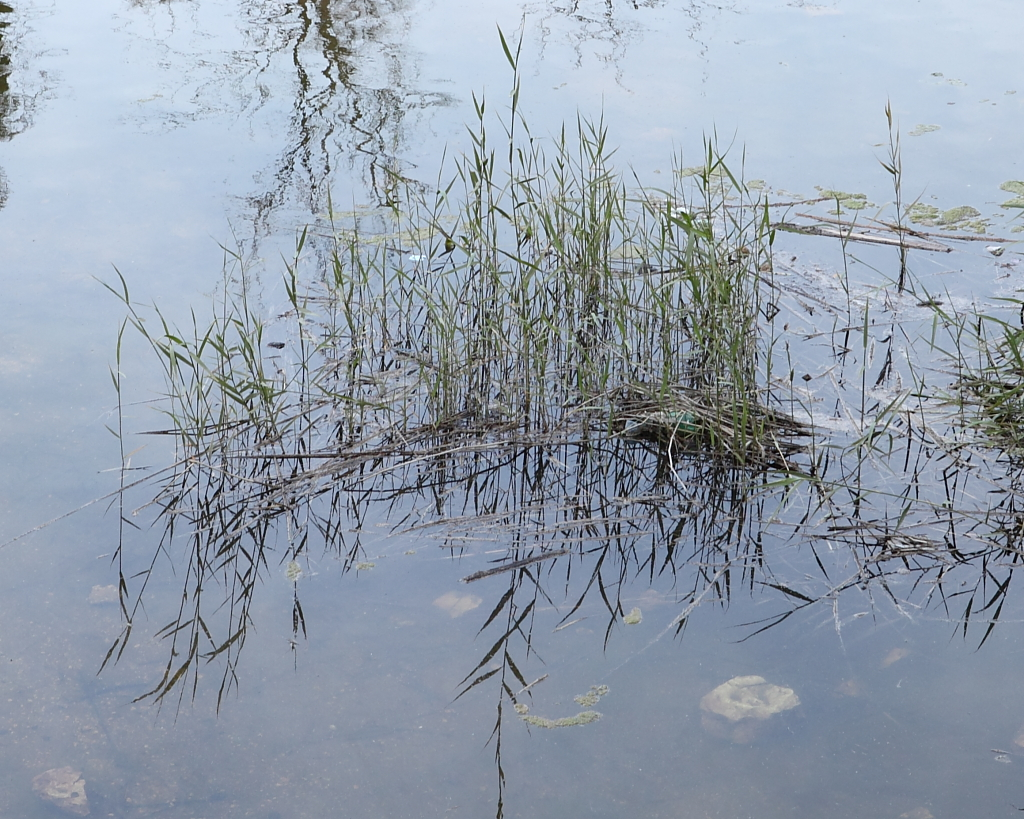
En hiver, le bassin se remplit d'eau de pluie.
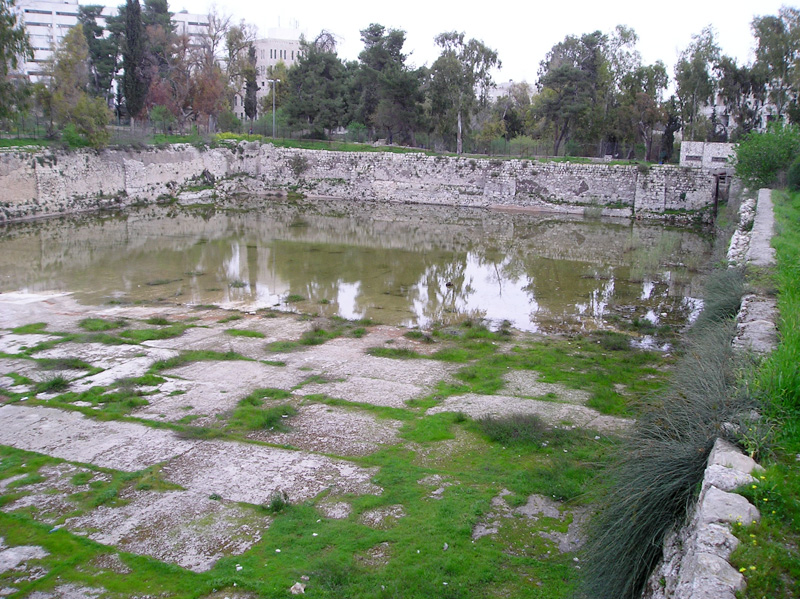
La piscine de Mamilla en septembre 2005.
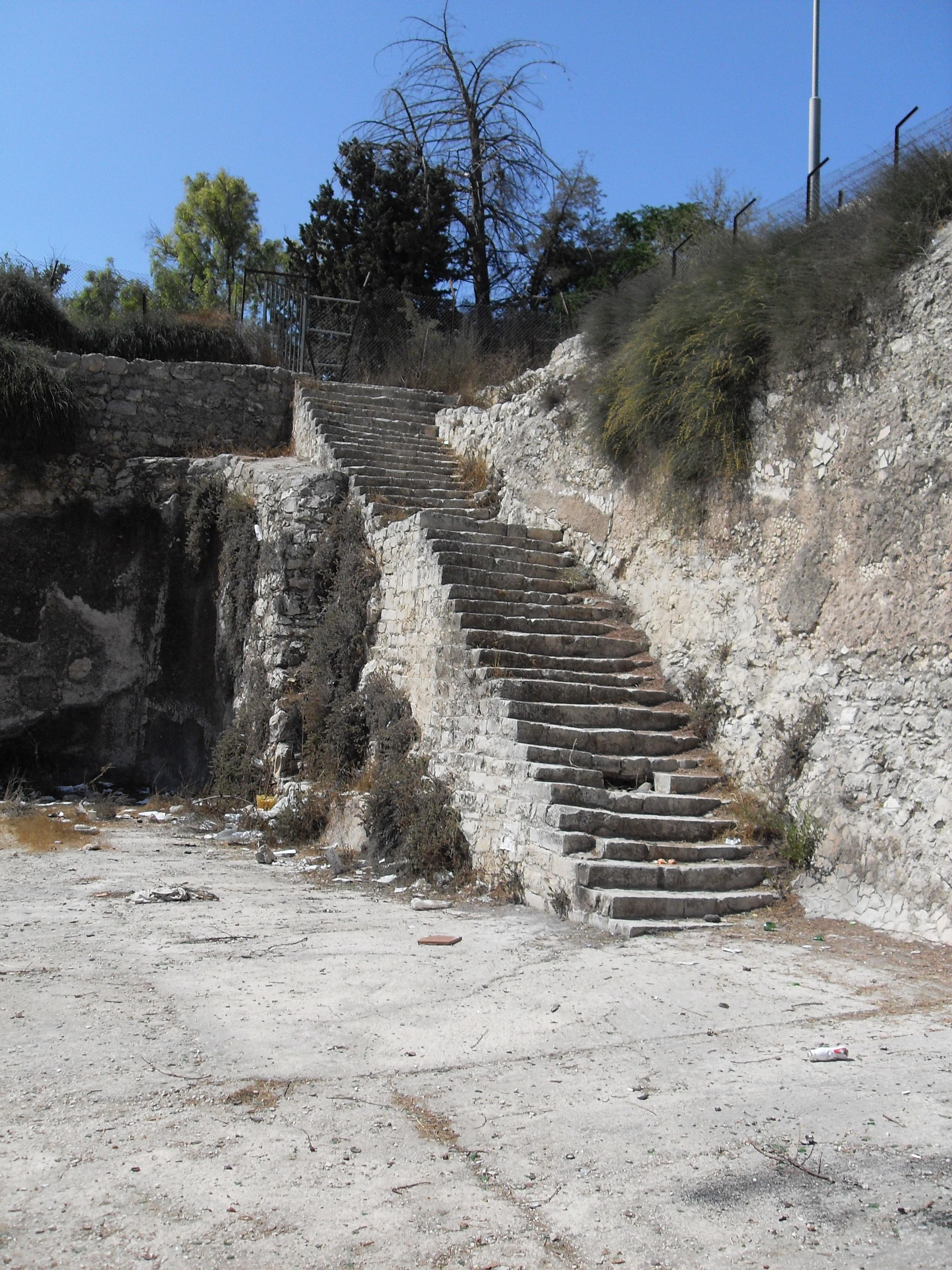
Au fond de la piscine.
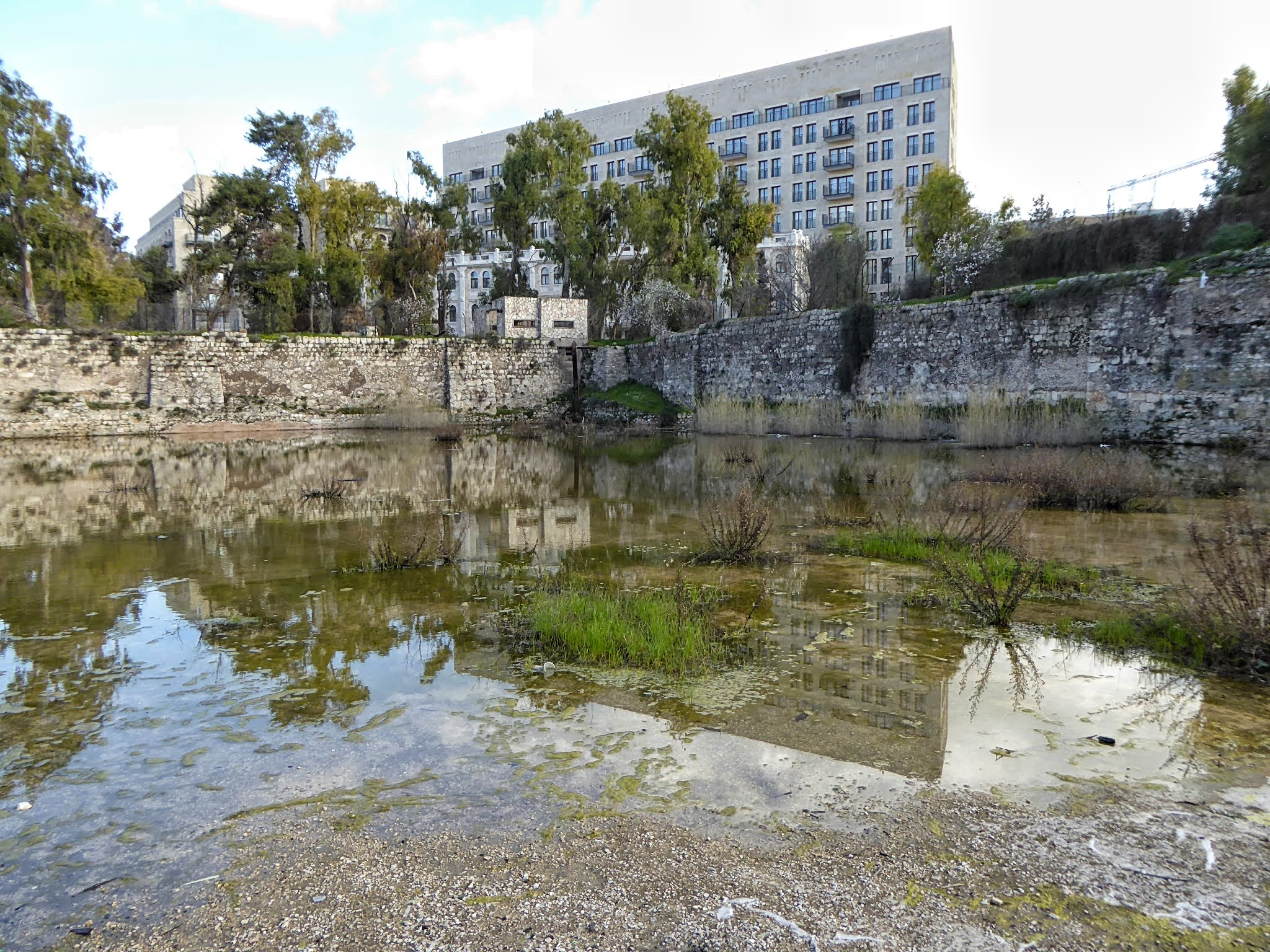
Derrière la piscine antique, la ville moderne.
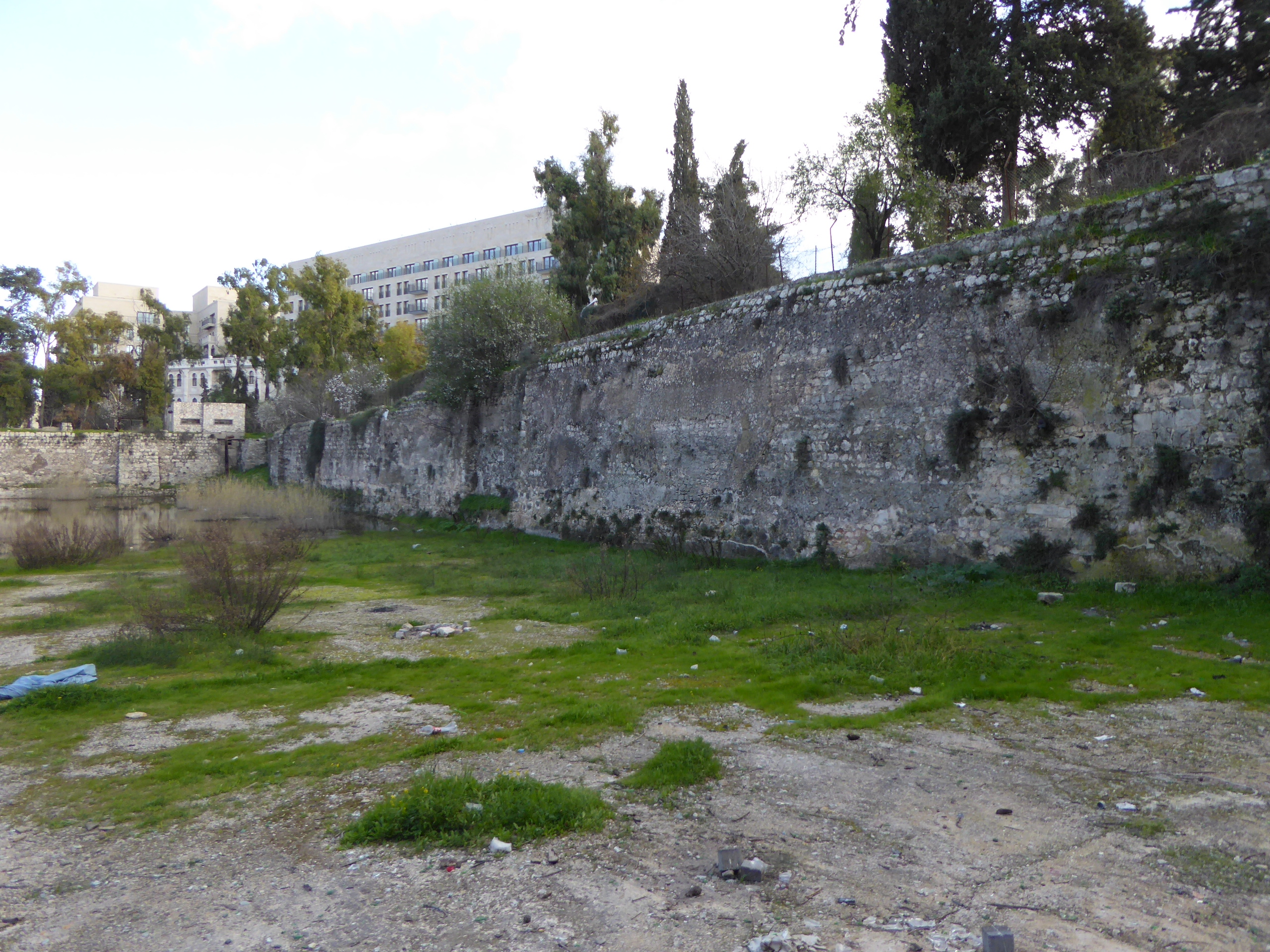
Février 2015.
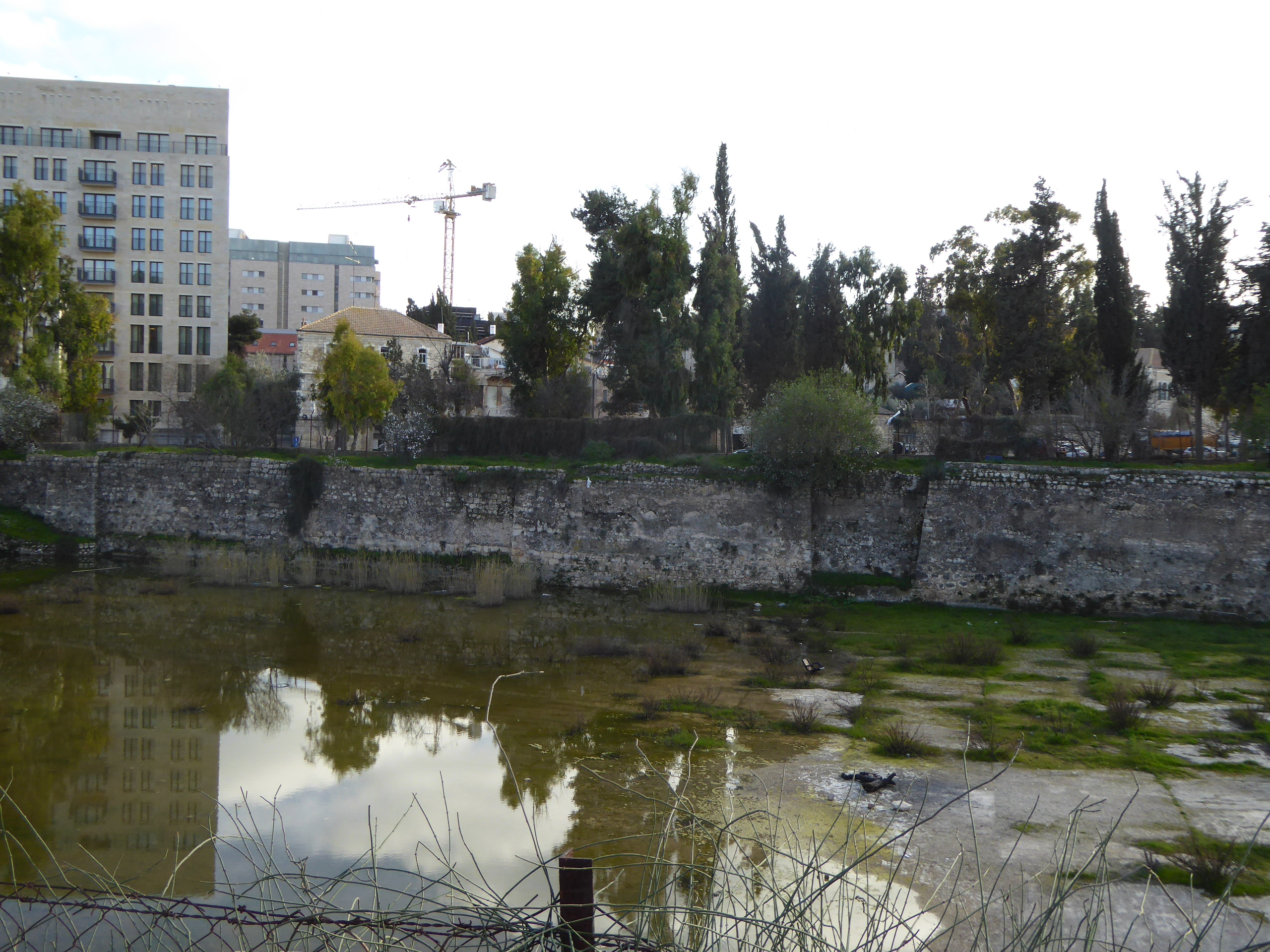
Vers février 2015.
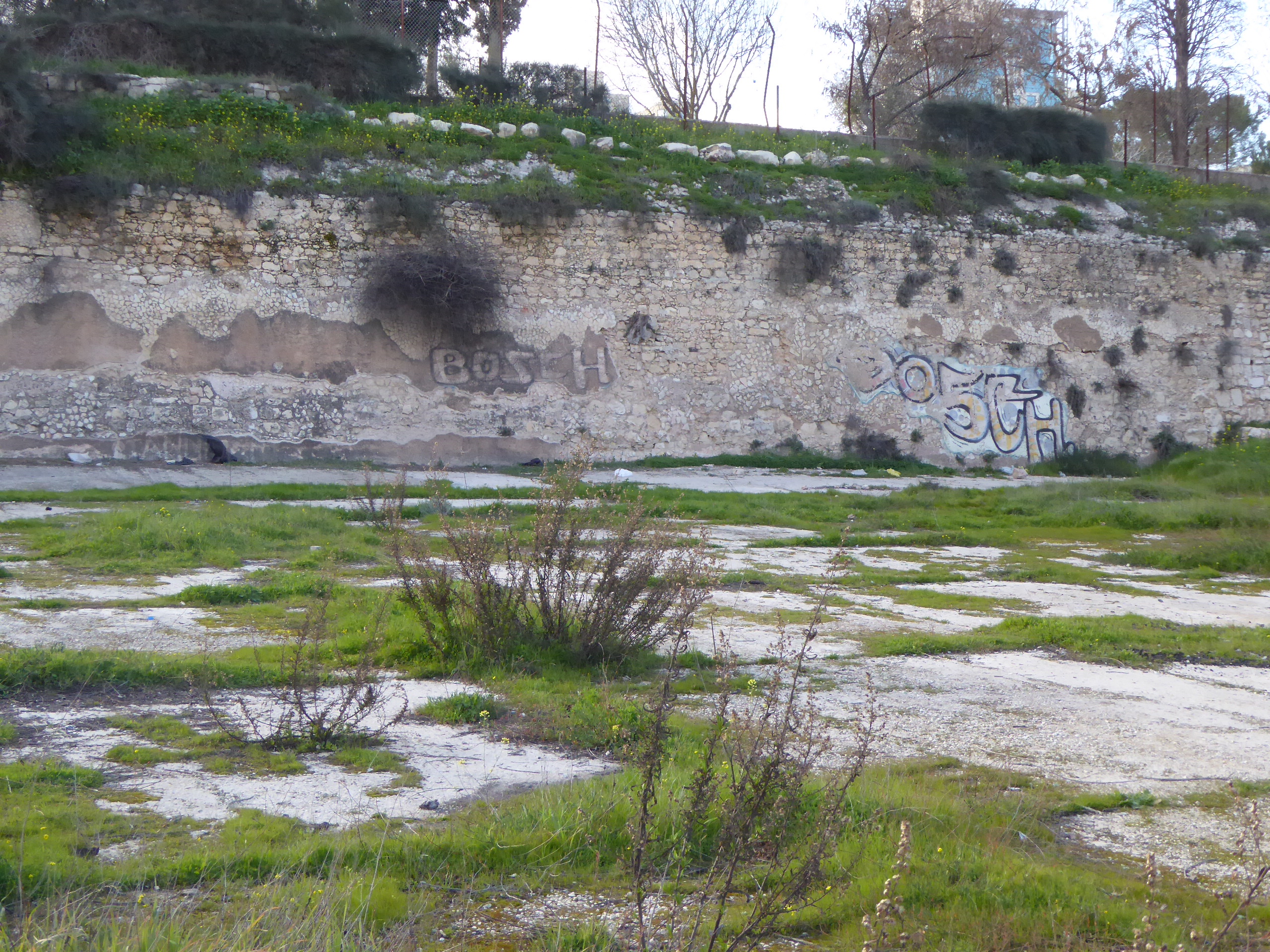
Parois de la piscine aux maçonneries composites.
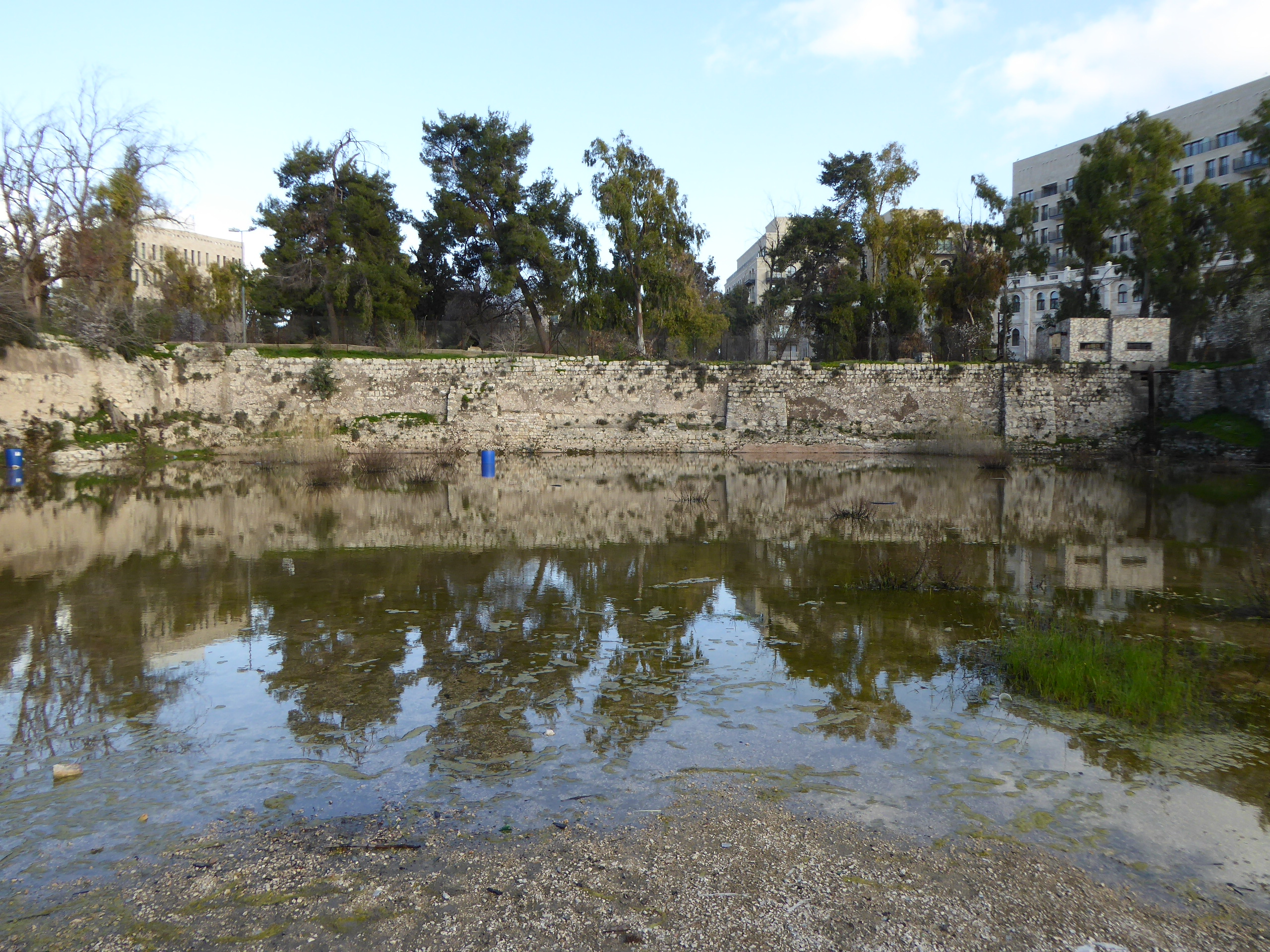
Février 2015.